# Berliner

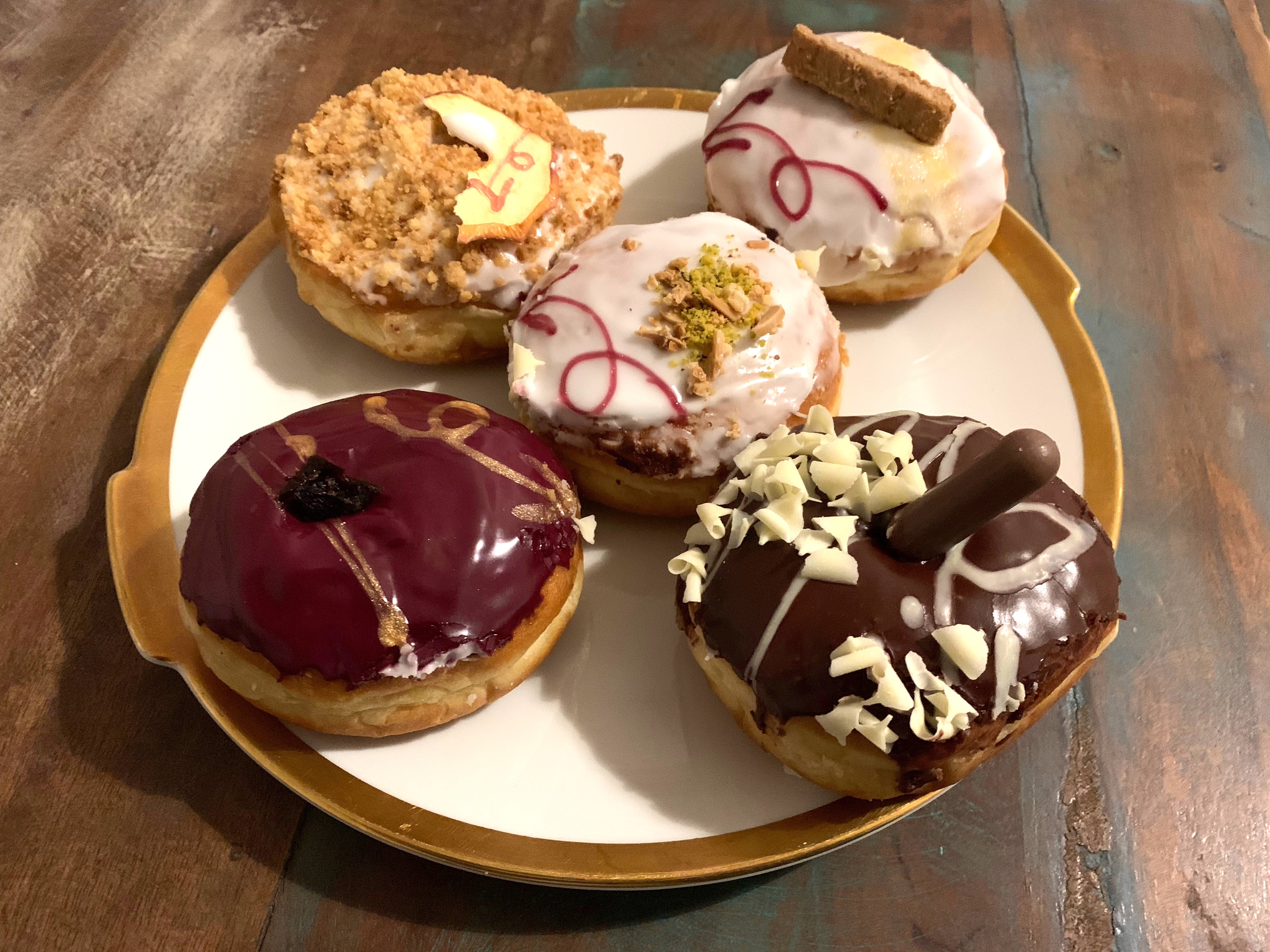
Berliner

En Berliner (även ibland kallad Berliner Ballen i Schweiz, Krapfen i Bayern och Österrike, Kreppel i Hessen, Pfannkuchen i Berlin eller Boule de Berlin i Frankrike) är främst en tysk och europeisk munk som är gjord av söt jäst deg friterad i fett eller olja, med marmelad- eller syltfyllning och vanligtvis florsocker eller strösocker ovanpå. De finns också med choklad-, vaniljkräm- eller mocka-fyllning eller utan fyllning alls. Fyllningen injiceras med en sorts spruta efter tillagningen.
Bakverket nämns i en skröna om John F. Kennedy och hans tal Ich bin ein Berliner, som påstås ha tolkats som "jag är en syltmunk". I sammanhanget var Kennedys formulering dock korrekt och kunde inte tolkas på detta sätt.